# Saint-Niel
Der Saint-Niel (französisch: Ruisseau de Saint-Niel) ist ein kleiner Fluss im Westen von Frankreich, der im Département Morbihan der Region Bretagne nordöstlich der Stadt Pontivy verläuft.

## Geografie

### Verlauf
Der Saint-Niel entspringt unter dem Namen Ruisseau de Cran an der Gemeindegrenze von Kergrist und Saint-Gérand-Croixanvec, verläuft generell Richtung Südwest und mündet nach insgesamt rund 16 Kilometern im Gemeindegebiet von Pontivy als linker Nebenfluss in den Blavet. Im Oberlauf quert der Saint-Niel den Schifffahrtskanal Canal de Nantes à Brest sowie die parallel verlaufende, aber bereits weitgehend außer Betrieb befindliche Bahnstrecke Saint-Brieuc–Pontivy. Zwei Kilometer weiter quert er auch die Autobahn-ähnliche ausgebaute Departementsstraße D768. Im Unterlauf passiert der Fluss den Großraum von Pontivy im Osten. Dort befindet sich auch der Flugplatz Aerodrome de Pontivy.

### Orte am Fluss
(Reihenfolge in Fließrichtung)
- La Lande du Liez, Gemeinde Kergrist
- Croixanvec, Gemeinde Saint-Gérand-Croixanvec
- Saint-Drédeno, Gemeinde Saint-Gérand-Croixanvec
- Kerrio, Gemeinde Pontivy
- Sainte-Noyale, Gemeinde Noyal-Pontivy
- Pontivy
- Kerguimarec, Gemeinde Noyal-Pontivy
- Silo, Gemeinde Saint-Thuriau
- Kergoustard, Gemeinde Pontivy